# Aleksander Fredro
Aleksander Fredro (Surochow, 20. lipnja 1793. - Lemberg, 15. srpnja 1876.), poljski dramski pisac 
Živio je pretežno u Lavovu. Napisao je oko 40 kazališnih komada, u kojima obrađuje raznovrsne teme iz domaće sredine, stvarajući pri tom izvanredno karakterizirane likove. Stvara realistički scenski žanr, prožet vedrim humorom i neizvještačenom sentimentalnošću. Veselu igru "Gospođe i husari" skladao je Ivan Zajc kao operu.
Djela:
- "Djevojački zavjet"
- "Muž i žena"
- "Pismo"
- "Gospodin Jowialski"